# Alte Mühle (Auw)

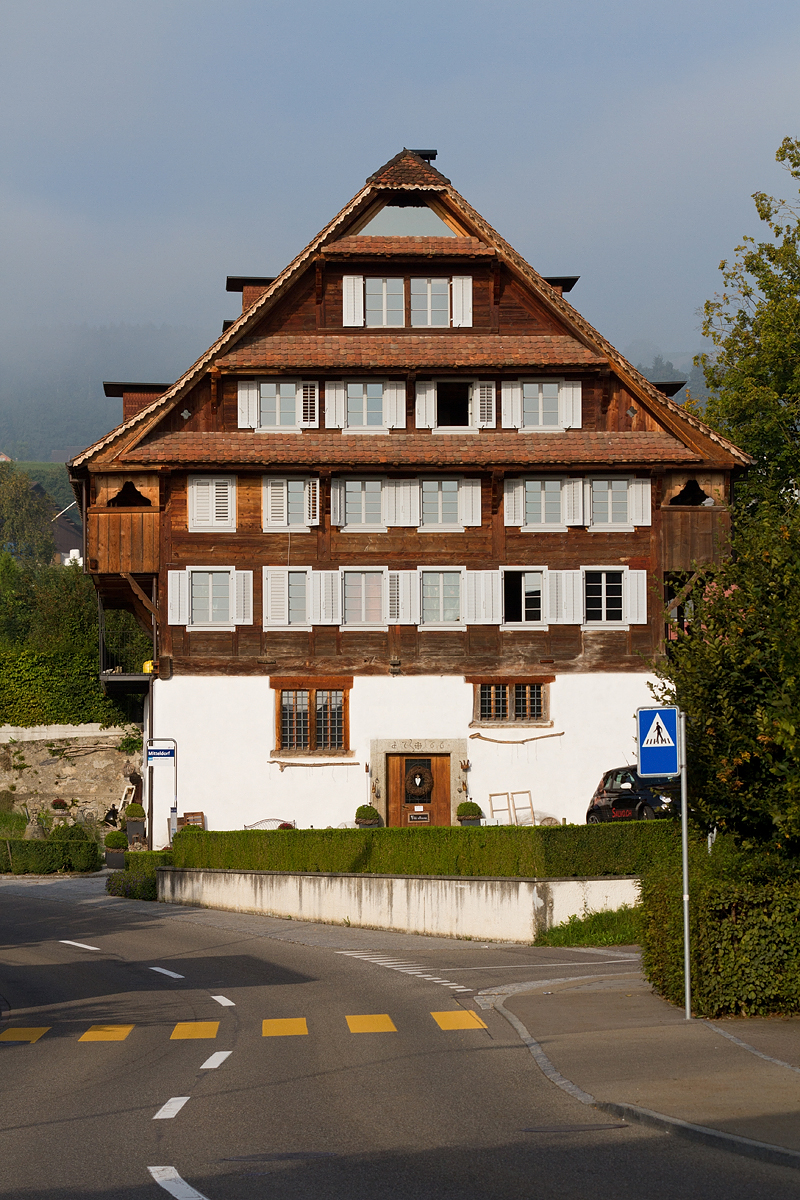
Alte Mühle

Die Alte Mühle ist ein aus dem 18. Jahrhundert stammendes ehemaliges Mühlengebäude in Ständerbauweise. Sie steht an der Alikonerstrasse 6 in Auw im Kanton Aargau und ist ein Kulturgut von nationaler Bedeutung.
Die am Fuchsbach gelegene Mühle entstand im Jahr 1766 und ersetzte vermutlich einen kleineren Vorgängerbau. Um 1830 und 1870 erhielten die Trauffassaden und die Ostfassade die damals üblichen Einzelfenster. Ausserdem glich man in den oberen Geschossen die Differenz zwischen Bohlen und Ständerwerk aus. Um 1900 stattete man auch die südliche Giebelfassade mit Einzelfenstern aus, gleichzeitig riss man die südseitige Trauflaube ab. Letztere stellte man 2002 im Rahmen einer Restaurierung wieder her, nach dem Vorbild der Laube auf der Nordseite.
Das Gebäude wurde in der traditionellen ländlichen Bauweise des Freiamts errichtet. Es besitzt ein steiles Satteldach mit Krüppelwalm und drei Klebedächlein. Typisch für diesen Bautyp sind auch die traufseitigen Lauben, welche die oberen Geschosse er- und umschliessen. Das Sockelgeschoss mit den hochliegenden Fenstern ist auffällig überhöht, das aus Granit bestehende Portal ist mit dem Müllerwappen und der Jahreszahl 1766 geschmückt. Heute befinden sich im Gebäude ein Büro und zwei Wohnungen.